# Frunzienskaja (stacja metra w Mińsku)
Frunzienskaja (biał. Фрунзенская; ros. Фрунзенская, Frunzienskaja) – stacja mińskiego metra położona na linii Autazawodskiej.
Otwarta została w dniu 31 grudnia 1990 roku.